# Edifici Meridiana
L'Edifici Meridiana o Casa Meridiana és un edifici d'habitatges ubicat entre els números 312 bis i 320 de l'Avinguda Meridiana de la ciutat de Barcelona. És obra de l'arquitecte català Oriol Bohigas i conegut per ser una icona de la Barcelona del desarrollismo de la dècada de 1960. Va ser construït el 1966 i és una icona dels edificis on es va primar la funcionalitat per acollir a la migració que va rebre la ciutat durant aquella dècada.